# Protectorat de l'Àfrica Equatorial Francesa
El Protectorat de l'Àfrica Equatorial francesa (AEF) fou creat el 27 d'abril de 1886, format pels territoris francesos assignats per la conferència de Berlín (no controlats encara) amb la colònia de Gabon i el Congo (unides en una el 27 d'abril de 1886). El 11 de desembre de 1888 aquesta colònia de Congo i Gabon (o Gabon i Congo), fou integrada dins un govern general del protectorat de l'Àfrica Equatorial Francesa formada pels territoris del Congo Mitjà-Gabon i el territori de l'Alt Ubangui (en procés de conquesta). l'Àfrica Equatorial Francesa fou rebatejada Congo Francès el 30 d'abril de 1891. El nom d'Àfrica Equatorial francesa (AEF) va quedar suprimit durant 19 anys i restaurat el 1910 com una federació de colònies.